# تالاموتومی
تالاموتومی (به انگلیسی: Thalamotomy) نوعی عمل جراحی تهاجمی جهت برداشتن قسمتی از تالاموس است.
این عمل جراحی برای اولین بار در سال ۱۹۵۰ میلادی به انجام رسید.
تالاموتومی در درجه اول برای درمان بیماری پارکینسون و لرزش حاصل از آن مورد استفاده قرار می‌گیرد. جراحان مغز و اعصاب قسمت انتخاب شده‌ای از تالاموس را به وسیله تجهیزات خاص تخریب می‌کنند. به‌طور معمول عمل روی یک طرف از تالاموس انجام می‌شود.

## روش عمل
قبل از عمل جراحی بیمار تحت تصویربرداری سی‌تی اسکن و ام‌آرآی قرا می‌گیرد تا محل دقیق مورد درمان مشخص شود. بیمار در طول عمل جراحی بیدار است و ناحیه مورد عمل به‌صورت موضعی دچار بی‌حسی خواهد شد.

## خطرات و عوارض احتمالی
اعمال جراحی مغز و اعصاب امروزه نسبت به گذشته از خطرات کمتری برخوردارند. پیشرفت فناوری به جراحان کمک نموده‌است تا با دقت بسیار بالایی به ناحیه مورد نظر از مغز دسترسی پیدا کنند و سبب کاهش عوارض بعد از عمل شود.
عوارض احتمالی تالاموتومی شامل موارد زیر است:
- ضعف، از دست دادن حس و اختلال در انجام اعمال ارادی
- گیجی موقت
- سکته مغزی ناشی از خونریزی بعد از عمل
- بی‌حسی در عضلات صورت و دهان که سبب بی‌اختیاری در کنترل آب دهان و آویزان شدن آن می‌شود.
- عدم تعادل و برداشتن گام‌های کوچک در هنگام راه رفتن
- اختلال در صحبت کردن. در مواردی که عمل جراحی به صورت دو طرفه انجام شود شایع‌تر است.
- اختلالات تفکر و حافظه[۲]